# Cristian Zenoni
Cristian Zenoni (ur. 23 kwietnia 1977 w Trescore Balneario) – włoski piłkarz występujący na pozycji obrońcy. Obecnie jest wolnym zawodnikiem po tym, jak wygasł jego kontrakt z Bolonią. Wcześniej był graczem Atalanty BC, Pistoiese, Milanu, Juventusu i Sampdorii. W Serie A rozegrał ponad 150 meczów. W reprezentacji Włoch zadebiutował 28 lutego 2001 w przegranym 1:2 spotkaniu przeciwko Argentynie. 16 sierpnia 2006 wystąpił natomiast w przegranym 0:2 pojedynku z Chorwacją i był to jego ostatni występ w drużynie narodowej.